# Mad Love (canción de Mabel)
Mad Love es una canción de la cantante y compositora británica Mabel. La canción fue lanzada por Polydor Records el 7 de junio de 2019, como el segundo sencillo de su álbum de estudio debut, High Expectations (2019).

## Promoción
Mabel anunció Mad Love como su próximo segundo sencillo de su álbum debut el 4 de junio de 2019. Eventualmente, compartió una vista previa del video musical de la canción en TikTok.

## Recepción crítica
DIY escribió que "'Mad Love' muestra a una Mabel sin disculpas", y lo calificó como "un himno para liberar a las mujeres de todo el mundo para que se hagan cargo y hablen sobre qué (y a quién) quieren". Robin Murray de Clash describió la canción como "una explosión de energía positiva en un mundo cada vez más oscuro, con sus melodías abrasadoras que subrayan la sorprendente promesa pop de Mabel".

## Listas musicales
| Chart (2019)                                | Peak position |
| ------------------------------------------- | ------------- |
| Australia (ARIA)                            | 67            |
| Austria (Ö3 Austria Top 40)                 | 60            |
| Bélgica (Flandes) (Ultratip Bubbling Under) | 15            |
| Bélgica (Valonia) (Ultratip Bubbling Under) | 10            |
| Canadá (CHR/Top 40)                         | 50            |
| China Airplay/FL (Billboard)                | 29            |
| Croatia (HRT)                               | 96            |
| República Checa (Singles Digitál Top 100)   | 74            |
| Euro Digital Songs (Billboard)              | 20            |
| Alemania (Media Control AG)                 | 67            |
| Greece International Digital (IFPI Greece)  | 32            |
| Hungría (Single Top 40)                     | 14            |
| Ireland (IRMA)                              | 10            |
| Países Bajos (Dutch Top 40)                 | 21            |
| Países Bajos (Mega Single Top 100)          | 46            |
| New Zealand Hot Singles (RMNZ)              | 12            |
| Polonia (Polish Airplay Top 100)            | 31            |
| Escocia (Scottish Singles Sales Chart)      | 11            |
| Eslovaquia (Singles Digitál Top 100)        | 43            |
| Sweden (Sverigetopplistan)                  | 75            |
| Suiza (Schweizer Hitparade)                 | 69            |
| Reino Unido (UK Singles Chart)              | 8             |